# Engel unter Wasser
Engel unter Wasser ist ein deutscher Fernsehfilm von Michael Schneider aus dem Jahr 2015, der im Auftrag des ZDF produziert wurde.

## Handlung
Die elfjährige Anna Kampe wird auf der Nordseeinsel vermisst. Nur 24 Stunden später findet man ihre Leiche im Bett von Michael Brandstetter, der sofort verhaftet wird. Die Kommissare Lubosch und Steinhilb nehmen dennoch die Ermittlungen auf, weil sie an die Unschuld Brandstetters glauben. Da ihnen Unstimmigkeiten der einzelnen Aussagen auffallen, wird ihr Verdacht bestärkt, dass die Leiche dem nach einer Hirnhautentzündung im Kindesalter geistig zurückgebliebenen Brandstetter nur untergeschoben wurde, um die Polizei in die Irre zu führen.
Kommissar Lubosch trifft schon zu Beginn seiner Ermittlungen auf Judith, die Schwester der Kindsmutter. Sie ist mit demselben Schiff auf die Insel gekommen wie er und sein Kollege Steinhilb. Was niemand weiß, sie besucht hier ihre leibliche Tochter Laura, die bisher zusammen mit Anne aufgewachsen ist, nachdem Judith sie vor einigen Jahren aus persönlicher Überforderung bei ihrer Schwester Sibylle zurückgelassen hat.
Als Judith eines Abends Laura zu Bett bringen will, erfährt sie von ihr, dass Anna oft „Medizin“ nehmen musste, und zeigt ihr die Tabletten im Nachtisch von Judiths Schwester. Judith stellt Sibylle zur Rede, die der Meinung ist, dass die Antidepressiva Anna helfen würden, weil das Kind oft so traurig gewesen wäre. Judith hat Angst, dass auch ihre Tochter die Tabletten bekommen haben könnte, aber Sybille kann sie diesbezüglich beruhigen. Sie zeigt ihr Briefe von Anna, aus denen hervorgeht, dass Anna gern ein Engel werden wollte und die Tabletten von sich aus genommen hätte. Doch Judith spürt, dass dies nicht stimmt, und nachdem sie herausfindet, dass ihr Schwager Sybille mit einer anderen Frau betrogen hatte, was Sybille erfuhr, als sie ihren Mann eines Tages inflagranti ertappte, ist Judith davon überzeugt, dass ihre Schwester Anna eine Überdosis an Tabletten gegeben hat, weil sie so ihren Mann bestrafen wollte. Judith beschwört Sybille, der Polizei die Wahrheit zu sagen, denn Brandstetter wird somit zu Unrecht verdächtigt. Dieser verschwindet plötzlich aus seiner Zelle und so beginnen die Inselbewohner nach ihm zu suchen, insbesondere Annas Vater ist nicht davon abzubringen, den angeblichen Mörder seiner Tochter zur Verantwortung zu ziehen. Für ihn ist er zweifelsfrei der Täter und deshalb hat er ihn, unter Mithilfe des Inselpolizisten Ströver, aus dem Gewahrsam geholt und will ihn jetzt erschießen. Dabei kommt ihm Walter Steinhilb dazwischen, der nun von der Kugel tödlich getroffen wird, die für Brandstetter bestimmt war. Sein Kollege Lubosch nimmt Kampe daraufhin fest und sucht nach Ströver, den er ebenfalls festnimmt. 
Judith kann es nicht länger verantworten, ihre Tochter bei Sybille zu lassen. Sie erklärt Laura, dass sie ihre Mutter ist und verlässt mit ihr die Insel.

## Hintergrund
Engel unter Wasser wurde unter dem Arbeitstitel Ende der Saison vom 18. März 2014 bis zum 18. April 2014 an Schauplätzen an der Nordsee gedreht. Für den Film zeichnete die Network Movie verantwortlich.

## Rezeption

### Einschaltquoten
Die Erstausstrahlung des Films wurde am 28. September 2015 zur Hauptsendezeit um 20.15 Uhr von 5,22 Millionen Zuschauer gesehen und erreichte einen Marktanteil von 16,8 Prozent für das ZDF.

### Kritik
Volker Bergmeister bewertete für Tittelbach.tv und schrieb: „Zwei Polizisten und eine junge Frau auf der Suche nach der Wahrheit: Wer hat die kleine Anna umgebracht? ‚Engel unter Wasser‘ (ZDF) firmiert zwar unter dem Etikett ‚Nordseekrimi‘, entpuppt sich aber bald als ein vielschichtiges Familiendrama vor der düsteren, rauen Kulisse der Insel Föhr. Gut dosierte Spannung, atmosphärisch dicht, top besetzt und mit einem Hanno Koffler als wortkargem, genau beobachtendem und überlegt handelndem Kommissar.“
Für die FAZ urteilte Marcella Melien: „Der Film ist als Kammerspiel angelegt, doch statt die Beziehungen der Figuren untereinander zu beleuchten, bedient er sich immer wieder aufgesetzter Effekte, um die Spannung und das Unbehagen zu steigern und gleichzeitig die Aufklärung des Falls künstlich hinauszuzögern. Manche Bilder wirken dabei überstrapaziert, vor allem jene eingeschobenen Szenen, in denen Anna (Johanna Haberland) mit ausgebreiteten Armen unter Wasser treibt. Kommissar Lubosch taucht im Traum immer wieder zu ihr hinab und versucht sie zu fassen.“
Mario Grüninger von Quotenmeter.de meinte: „Der Plot zu dem Krimi lässt auf den ersten Blick nicht unbedingt Neues vermuten, jedoch schafft der Film es von Beginn an, Spannung aufzubauen. Der Schauplatz wird sehr düster präsentiert, die Insel Föhr, das Meer, das Familienanwesen: Alles wird sehr einsam dargestellt, nahezu vollkommen verlassen. In Verbindung mit der instrumentalen Untermalung und dem Sprechgesang eines Kindes schafft es der Film eine ganz eigene Atmosphäre aufzubauen, die die Zuschauer neugierig auf mehr macht.“ „Das Ende des Films bleibt im Nachhinein gesehen doch relativ unspektakulär und ein wenig berechnend, der Spannung tut dies aber keinen Abbruch.“
Für die Kritiker der Fernsehzeitschrift TV Spielfilm war Engel unter Wasser „nicht Fisch, nicht ‚Kreisch!‘ – aber als Beifang okay“. Sie bewerteten den Film mit der bestmöglichen Wertung, dem Daumen nach oben. Dabei hielten sie den Film für „ein ungewöhnliches Psychodrama, das sich offenbar mit Absicht zwischen die Stühle setzt: als Familiendrama nur angedeutet, als Krimi nicht ausgespielt.“ Es bestehe ein Reiz darin, den Zuschauer im Unklaren zu lassen. Mit etwas weniger stimmungsverstärkender Musik wäre der Film eindringlicher geraten.
Auch Focus.de kritisierte: „Der Film von Regisseur Michael Schneider ist leidlich spannend – das allzu mystisch inszenierte Geschehen schwankt merkwürdig hin und her zwischen handfestem Krimi und konfusem Familiendrama. Man sieht viele bedeutungsschwangere Blicke, man hört sich wiederholende Dialoge und einige Sätze, die unnötigerweise genau das beschreiben, was man ohnehin gerade sieht. Für irgendein Lächeln oder gar Lachen ist da überhaupt kein Platz, und die Leute müssen durch ziemlich viel Matsch stiefeln. Die Ermittlungen der beiden Kommissare geraten erstaunlich unprofessionell, und über allem wabert geradezu beklemmend aufdringliche Musik. Das ist insgesamt schon ziemlich unbefriedigend – was übrigens auch für die Leistungen der Schauspieler gilt.“